# Мартынов, Александр Евстафьевич
Алекса́ндр Евста́фьевич Марты́нов (8 [20] июля 1816, Санкт-Петербург — 16 [28] августа 1860, Харьков) — русский актёр, один из основоположников русской школы сценического реализма.

## Биография
Родился 8 (20) июля 1816 года в Санкт-Петербурге в семье управляющего помещицы Сухозанет. Воспитывался в Петербургском театральном училище (1827—1835) — сначала в балетном классе Ш. Дидло, с уходом Дидло какое-то время обучался у декоратора Конопи, но удачно сыгранной ролью лакея в водевиле П. Каратыгина «Знакомые незнакомцы» обратил на себя внимание руководства императорских театров и директором А. М. Гедеоновым был поручен актёру Я. Г. Брянскому, но тот сказал: «из краскотёра толку не будет»; в результате Мартынов перешёл в драматический класс к П. А. Каратыгину.
В 1832 году дебютировал в петербургском Александринском театре в водевиле П. Г. Григорьева «Филатка и Мирошка — соперники». Всего за годы ученичества им было сыграно около 70 ролей.
В 1836 году, после окончания училища, зачислен в труппу Александринского театра, в которой вскоре занял положение первого комического актёра. Под комической оболочкой часто показывал судьбу маленького, забитого человека. Особенно сильно эта линия трактовки персонажей выражалась в образах мелких чиновников, подмастерьев, дворовых людей. По воспоминаниям А. Я. Панаевой,

Мартынов очень скоро сделался любимцем публики, она всегда встречала его аплодисментами, что вызывало зависть к нему за кулисами. Я видела раз, как государь громко смеялся, смотря какой-то водевиль, где играл Мартынов; это очень редко случалось с государем
По смерти Дюра в 1839 году наследует его роли, однако представляет их совсем иначе. Например, в образе Хлестакова Дюр веселился и смеялся над комедийной ситуацией (самому Гоголю такая трактовка не понравилась. «В „Отрывке из письма к одному литератору“ Гоголь писал: „Главная роль пропала; так я и думал. Дюр ни на волос не понял, что такое Хлестаков“. Далее, как известно, Гоголь подробно разбирает недостатки игры этого актёра, находя, что в исполнении Дюра Хлестаков явился одним из „целой шеренги водевильных шалунов, которые пожаловали к нам повертеться из парижских театров“» — цитируется по воспоминаниям Ник. Смирнова-Сокольского Рассказы о книгах. М., «Книга», 1983), тогда как Мартынов обобщил этот образ, показал типичное социальное явление имперской централизации, куда впадала страна.

### Роли
Всего за артистическую биографию Мартыновым было исполнено свыше 600 ролей, среди которых:
- 1836 — Емельян («Хороша и дурна, и глупа, и умна» Д. Ленского), Наумыч («Жена кавалериста, или Четверо против одного» П. Григорьева), Фока («Новый Стерн» Шаховского), Сидорка («Урок дочкам» И. Крылова); Бобчинский («Ревизор») Гоголя; Митрофан («Недоросль» Фонвизина),
- 1837 — Грифонар («Жених нарасхват» Д. Ленского);
- 1838 — Жак («Скупой» Мольера), Вулканов («Ложа 1-го яруса на последний дебют Тальони» Каратыгина), Фрейтаг («Девушка-гусар» Кони);
- 1839 — Синичкин («Лев Гурыч Синичкин, или Провинциальная дебютантка» Д. Т. Ленского), Пузин («Отец, каких мало» Коровкина), Бирюлькин («Своя семья, или Замужняя невеста» Шаховского, Грибоедова и Хмельницкого), Хомов («Дедушка и внучёк» Коровкина);
- 1840 — Похлёбов («Петербургские квартиры» Кони), Огурчиков («Харьковский жених» Ленского);
- 1841 — Прындик («В людях — ангел, не жена, дома с мужем — сатана» Ленского);
- 1842 — Подколёсин, первый исполнитель («Женитьба» Гоголя); Ален («Школа женщин» Мольера);
- 1843 — Карлуша («Булочная, или Петербургский немец» П. Каратыгина), Морковкин («Что имеем — не храним, потерявши — плачем» С. П. Соловьёва), Журден («Мещанин-дворянин» Мольера); Ихарев («Игроки»); Хлестаков («Ревизор» Гоголя);
- 1844 — Лисичкин («Дочь русского актёра» П. Григорьева), Антропка («Модная лавка» И. Крылова), Бартоло («Севильский цирюльник» Бомарше);
- 1845 — Тряпка («Букеты, или Петербургское цветобесие» Сологуба), 1-й могильщик («Гамлет»);
- 1846 — Дряжкин в пьесе «Кащей, или Пропавший перстень» Ефимовича;
- 1847 — Фаддей («Мельник — колдун, обманщик и сват» Аблесимова, муз. обработка Соколовского);
- 1848 — Ергачёв («Ай да французский язык» Оникса);
- 1849 — Шпуньдик («Холостяк» Тургенева), Мирволин («Завтрак у предводителя» Тургенева);
- 1851 — Ступендьев («Провинциалка» Тургенева);
- 1852 — Фадинар («Соломенная шляпка» Лабиша и Марк-Мишеля);
- 1853 — Хлыстиков («Прежде скончались, потом повенчались» Максимова), Маломальский («Не в свои сани не садись» Островского), Беневоленский («Бедная невеста» Островского), Шаров («Ворона в павлиньих перьях» Куликова);
- 1854 — Коршунов («Бедность не порок» Островского), Кристерфорс («Маркитанка» Кукольника), Скрипунов («Суд людской — не божий» Потехина);
- 1855 — ямщик Михайло («Чужое добро впрок не идёт» Потехина, Ерёмка («Не так живи, как хочется» Островского), Дерюгин («Незнакомые знакомцы» Оникса), Петух («Похождения Павла Ивановича Чичикова» Куликова и Григорьева по «Мёртвым душам» Гоголя);
- 1856 — Тит Титыч Брусков («В чужом пиру похмелье» Островского, Расплюев («Свадьба Кречинского»);
- 1857 — Бальзаминов («Праздничный сон — до обеда» Островского), Фамусов («Горе от ума»); Желваков («Провинциальные оригиналы» по произведения Щедрина), Иванчиков («Свет не без добрых людей» Н. Львова);
- 1858 — Ладыжкин («Жених из долгового отделения» И. Е. Чернышёва),
- 1859 — Боярышников («Не в деньгах счастье» И. Е. Чернышёва), Семён Михайлыч («Компания на акциях» Н. Львова); Тихон, первый исполнитель поочерёдно с С. В. Васильевым/на премьере играл Васильев («Гроза» Островского), Советник («Бригадир» Фонвизина);
- 1860 — Трубин-Разладин («Отец семейства» И. Е. Чернышёва) и ещё очень мн. др.

### Значение творчества
Творческой эстетике Мартынова соответствовало развитие реалистических образов, он стремился в каждом персонаже отыскивать живые человеческие черты, раскрывать сложность душевного мира, показывать обиды и страдания маленького человека. Он относился к новому разночинному поколению деятелей культуры, окончательно отрешившимся от напыщенности актёров школы В. А. Каратыгина.
Но М. столкнулся на казённой сцене с рутиной, дурными традициями; дворянские и мещанско-обывательские круги зрителей упорно желали видеть в нём комика-фарсёра и не понимали прогрессивной, новаторской сущности иск-ва М. Социально-обличительное, сатирич. направление в творчестве М., сказавшееся уже в исполнении водевильных ролей (Мордашов — «Аз и Ферт» Фёдорова, 1849, и др.), получило яркое раскрытие в пьесах Гоголя. Белинский писал об «огромном таланте», с к-рым М. играл роль Ихарёва («Игроки», 1843). В «Ревизоре» и «Женитьбе» М. исполнял в разные годы роли Бобчинского (1836), Хлестакова (1843), Осипа (1851), Подколёсина (1842). Л. Н. Толстой отмечал, что М. был первым настоящим Хлестаковым. М. отверг традицию водевильного исполнения этой роли, шедшую от Н. О. Дюра, и создал реалистичный образ Хлестакова, воплощавший пошлость, пустоту, ничтожество чиновничьего мира николаевской России. Обличительной глубиной и смелостью характеристики отличались образы, созданные М. в пьесах «Недоросль» Фонвизина (Митрофан, 1836), «Горе от ума» (Фамусов, 1857), «Скупой» Мольера (Гарпагон, 1843).//[bookz.ru/authors/avtor-neizvesten-3/theatre_encicl/page-408-theatre_encicl.html Театральная энциклопедия, с. 408—409]

«Дыхание трагического определяло грустный характер комизма Мартынова, комизма, в котором звучало затаённое страдание», — писал театральный критик Борис Асеев (Асеев Б. «Александр Евстафьевич Мартынов», 1946, с.12) (цитируется по [bookz.ru/authors/avtor-neizvesten-3/theatre_encicl/page-408-theatre_encicl.html Театральной энциклопедии]). Его герои не только психологически достоверны. Даже в комических ситуациях Мартынов в первую очередь ощущал и показывал трагедийность персонажей, обусловленную социальными явлениями, властвовавшими в России.
В. Г. Белинский первый из критиков заметил огромное дарование М. и постоянно помогал ему советами. Особенно отмечал Белинский исполнение М. роли Синичкина в водевиле «Лев Гурыч Синичкин» Д. Т. Ленского (1840). Социально обличительное, сатирическое направление в искусстве М. получило яркое раскрытие в пьесах Н. В. Гоголя — образ Хлестакова («Ревизор», 1843) и другие. Новый период творчества М. связан с его выступлениями в пьесах И. С. Тургенева и А. Н. Островского. Роль Мошкина («Холостяк» Тургенева, 1859) — одно из крупнейших достижений психологического реализма на русской сцене. Яркий след в истории русского театра оставило исполнение М. роли Тихона («Гроза» Островского, 1859), которого артист играл как человека, загубленного жестоким домостроевским режимом. … Деятельность М. ознаменовала качественно новый этап в истории русского театра, связанный с борьбой революционных демократов В. Г. Белинского, Н. А. Добролюбова, Н. Г. Чернышевского за эстетику сценического реализма. 
Будучи человеком застенчивым, чуждым самомнения, он не требовал от дирекции императорских театров повышения жалованья; постоянно нуждаясь, Мартынов работал без отдыха, часто гастролировал и к середине 1850-х годов надорвал своё слабое здоровье. Развилась чахотка. Весной 1860 года он, в сопровождении Островского, поехал на лечение в Крым, выступая проездом в Москве, Воронеже, Харькове, Одессе. Напряжение сил привело к ухудшению состояния. Умер на обратном пути, в Харькове, 16 (28) августа 1860 года. Похороны Мартынова в Петербурге превратились в многотысячную демонстрацию демократической общественности, воспринявшей смерть артиста как национальную потерю.
Поначалу был похоронен на Смоленском кладбище. В 1936 году прах перенесён со Смоленского кладбища в Некрополь мастеров искусств с установкой нового памятника.